# La uruguaya (película)
La uruguaya es una coproducción argentino-uruguaya, dirigida por Ana García Blaya. Se estrenó en la competencia internacional del 37º Festival de Cine de Mar del Plata y fue galardonada con el premio a la mejor dirección. Fue producida por la Comunidad Orsai, que lidera el escritor argentino Hernán Casciari junto a Christian «Chiri» Basilis. Es una adaptación cinematográfica de la novela La uruguaya de Pedro Mairal publicada en 2016 que rápidamente se convirtió en superventas.

## Argumento
La trama cuenta la historia de Lucas Pereyra, un escritor argentino que viaja a Uruguay en el día para ir a buscar unos dólares que cobró por la venta de un libro que aún no entregó. En Montevideo tiene pactado un encuentro secreto con Magalí Guerra, anclado en un recuerdo de una visita anterior. Pero, como suele ocurrir, no todo sale como se planea.

## Producción
Con el objetivo de lograr la producción, se pusieron a la venta seis mil bonos con un valor de 100 dólares cada uno y se les dio la posibilidad a todos los socios de la comunidad de comprar un mínimo de un bono y un máximo de doscientos. Pero con una salvedad: no se trataba de un mecenazgo en el cual un grupo de gente ponía dinero para financiar un producto por amor al arte. Por el contrario: todas las ganancias que obtenga la película serán repartidas en forma proporcional entre los socios productores. El resultado fue que en menos de dos meses se agotaron todos los bonos y se consiguió algo excepcional en el universo del cine: juntar todo el dinero para producir una película antes de dar el primer paso.
En paralelo con todo el proceso creativo de la película, la Comunidad Orsai creó una aplicación, exclusiva para productores, en donde se debate, se propone, se conversa con los directores de todas las áreas (arte, guion, finanzas, fotografía y más) e incluso se toman decisiones con la lógica de un congreso.
Así, los socios han participado en encuestas no vinculantes —con la finalidad de proponer y debatir— y en otras que sí han sido vinculantes y sus resultados debieron acatarse sin protestar. Para ello, la aplicación cuenta con un sistema de votación muy simple, que permite que los casi dos mil socios voten desde sus dispositivos móviles, con total transparencia y a la vista de todos. A todo esto se suma la implementación de un sistema para ordenar sugerencias, datos, colaboraciones y contactos que los socios productores ofrecen o ponen a disposición.
Además, semanalmente se publica el podcast de La uruguaya, con entrevistas, novedades y participación de los protagonistas de la película, así como también los streaming con charlas en vivo con integrantes del equipo. 
Cada vez que es posible, los socios productores tienen la posibilidad de espiar las reuniones por Zoom entre los miembros del equipo y de actuar como extras durante el rodaje, lo que convierte todo el proceso creativo en una auténtica experiencia participativa.

## Equipo
Para llevar adelante la aventura, Orsai convocó a Ana García Blaya para que se convierta en la directora de la película. La joven directora venía de ser multipremiada por su ópera prima Las buenas intenciones, con distinciones en los festivales de cine de La Habana, Toronto y San Sebastián. No solo aceptó la propuesta, sino que pidió que su participación en su película se le pagase íntegramente con bonos. 
El rodaje de la película, como sucede en la novela, ocurrirá entre Buenos Aires y Montevideo. Para contar el qué y el cómo, el jefe de guion Christian Basilis se rodeó de un equipo mixto de guionistas: algunos dando sus primeros pasos y otros con vasta experiencia, como es el caso de Josefina Licitra, escritora y editora. 
Para encontrar a los actores protagonistas utilizaron un sistema de casting abierto a través de un formulario web y la publicación de videos en Instagram. Luego de sucesivas rondas de casting se conformaron 9 parejas finalistas y a través de un proceso de votación en tiempo real mediante una app se eligió a Sebastián Arzeno y Fiorella Bottaioli como protagonistas.

## Reparto
- Sebastián Arzeno como Lucas Pereyra.
- Fiorella Bottaioli como Magalí Guerra.
- Gustavo Garzón como Enzo.
- Jazmín Stuart como Catalina.
- Josefina Gali como Lara.
- Otto como Cuco.

## Premios
Festival Internacional de Cine de Barcelona-Sant Jordi BCN (2023):
- Premio de la Crítica (ACCEC).
- Premio a Mejor Actriz: Fiorella Bottaioli.

Festival Iberoamericano de Cine de Miami IAFFM (2023):
- Premio visiones contemporáneas a la mejor película.
- Premio especial Dicapta.

Festival Internacional de Cine de Punta del Este (2023):
- Premio del público.

Festival Internacional de Cine Cannábico Buenos Aires (2023):
- Premio a Mejor Película.
- Premio del público.

Festival Internacional de Cine de Mar del Plata (2022):
- Premio Astor Piazzolla a la Mejor Dirección en Competencia Internacional: Ana García Blaya